# Sierra Burgess Is a Loser
Sierra Burgess Is a Loser is een Amerikaanse tienerfilm uit 2018 onder regie van Ian Samuels. De hoofdrollen worden vertolkt door Shannon Purser, Kristine Froseth, RJ Cyler en Noah Centineo. De film is een hedendaagse interpretatie van het toneelstuk Cyrano de Bergerac uit 1897 van Edmond Rostand.

## Verhaal
Sierra Burgess is een slimme en ambitieuze leerlinge die probeert toegelaten te worden tot de Stanford-universiteit. Op haar middelbare school is ze echter niet zo populair en wordt ze gepest door haar populaire klasgenote Veronica.
Jamey, een knappe footballspeler van een andere middelbare school, weet niet dat Veronica een vriendje heeft op de universiteit en vraagt om haar telefoonnummer. Om Jamey voor de gek te houden, geeft ze hem Sierra's nummer. Jamey en Sierra beginnen berichtjes te versturen en uiteindelijk te flirten. Hoewel ze beseft dat hij denkt dat hij met iemand anders communiceert, wordt ze verliefd op hem. Sierra vertelt haar beste vriend Dan over de situatie, maar hij keurt haar acties af.
Wanneer Veronica's vriendje Spence het uit maakt omdat hij haar dom vindt, biedt Sierra aan om Veronica bijles te geven in ruil voor hulp bij het voortzetten van het gesprek met Jamey. Veronica stemt toe en naarmate ze elkaar beter leren kennen, beginnen ze elkaar te waarderen. Veronica vertelt dat haar vader haar moeder heeft verlaten voor een 22-jarige en dat het haar dominante moeder is die haar richting cheerleading en populariteit duwt.
Jamey vraagt Sierra uiteindelijk mee uit en Veronica gaat met hem mee als gunst voor Sierra. Wanneer hij haar probeert te kussen, zegt ze dat hij zijn ogen moet sluiten en Sierra kust hem in plaats daarvan. Wanneer Jamey later Veronica kust voor een voetbalwedstrijd, raakt ze overstuur omdat ze het gevoel heeft Sierra te verraden, tot grote verwarring van Jamey. Sierra is getuige van de kus en als wraak vertelt ze iedereen dat Veronica door Spence is gedumpt. Tijdens de wedstrijd vertelt Veronica Jamey de waarheid, waarna hij geen van beide meisjes nog wil zien.
Uiteindelijk confronteert Veronica haar moeder met de boodschap dat ze zichzelf moet kunnen zijn. Vervolgens overtuigt ze Jamey om Sierra nog een kans te geven. Hij neemt Sierra mee naar het galabal ter ere van homecoming, waar ze kussen. Wanneer Veronica en Sierra elkaar op het bal zien, maken ze het weer goed.

## Rolverdeling
| Acteur             | Personage            |
| ------------------ | -------------------- |
| Shannon Purser     | Sierra Burgess       |
| Kristine Froseth   | Veronica             |
| RJ Cyler           | Dan                  |
| Noah Centineo      | Jamey                |
| Loretta Devine     | Mrs. Thomson         |
| Giorgia Whigham    | Chrissy              |
| Alice Lee          | Mackenzie            |
| Lea Thompson       | Jules Osborn-Burgess |
| Alan Ruck          | Stephen Burgess      |
| Mary Pat Gleason   | Counselor Stevens    |
| Chrissy Metz       | Trish                |
| Elizabeth Tovey    | Brody                |
| Mariam Tovey       | Scooter              |
| Matt Malloy        | Biology Teacher      |
| Will Peltz         | Spence               |
| Geoff Stults       | Coach Johnson        |
| Wolfgang Novogratz | Drew                 |

## Release en ontvangst
Sierra Burgess Is a Loser werd op 7 september 2018 uitgebracht op Netflix.
De film behaalde een score van 58% (40 beoordelingen) op Rotten Tomatoes. Op Metacritic kreeg de film een score 60 op 100 (14 beoordelingen), wat wijst op "gemengde of gemiddelde recensies".
Proma Khosla van Mashable bekritiseerde de film voor het romantiseren van bepaalde keuzes van het vrouwelijke hoofdpersonage Sierra Burgess, waaronder het zich als iemand anders voordoen, hacken, cyberpesten, haar vriend slecht behandelen en doen alsof ze doof is met steun van een van haar vrienden. Hannah Giorgis van The Atlantic bekritiseerde de film op soortgelijke wijze en stelde dat deze "teleurstellend genoeg er niet in slaagt het bedrieglijke gedrag van het hoofdpersonage aan te klagen".